# Sân bay Vilo Acuña
Sân bay Vilo Acuña (IATA: CYO, ICAO: MUCL) là một sân bay quốc tế phục vụ Cayo Largo del Sur, một đảo san hô nhỏ ở Cuba. Sân bay này có 1 đường băng dài 3008 m bề mặt nhựa đường.

## Các hãng hàng không và các tuyến điểm
- Aerocaribbean (La Habana)
- Air Canada (Montreal, Toronto-Pearson)
- Air Transat (Montreal)
- Blue Panorama (Milan-Malpensa, Rome-Fiumincino)
- Condor (Frankfurt, München)
- Cubana de Aviación (La Habana, Montreal)
- Neos (Milan-Malpensa)
- Skyservice (Montreal)